# Sainte-Gemme, Tarn
Sainte-Gemme là một xã thuộc tỉnh Tarn trong vùng Occitanie ở phía nam nước Pháp. Xã này nằm ở khu vực có độ cao trung bình 344 mét trên mực nước biển.